# Lyon Olympique Échecs
 (août 2022).
Dernière mise à jour : 19 août 2022.
Lyon Olympique Échecs est un club d'échecs français, existant sous diverses formes depuis 1905, et basé à Lyon. Il revendique la continuité d'association, club ou cercle qui se sont succédé depuis 1905, dont celui de Lyon-Oyonnax-Échecs après la fusion entre l'Échiquier Lyonnais et le club d'Oyonnax-Dortan-Échecs. Ce club, totalement professionnel, a dominé le championnat français des clubs d'échecs, avec six victoires consécutives entre 1990 et 1995, ainsi que la scène européenne, avec deux victoires en 1993 et 1994.

## Histoire

### De la création du club à l'Échiquier Lyonnais
Une pratique régulière et encadrée se sont développés depuis le milieu du XIXe siècle à Lyon. Dès 1844, des amateurs envisagent de fonder un cercle d'échecs. En 1862, un premier cercle d'échecs est formé au café Maderni, ce qui fait de Lyon l'une des sept grandes villes à posséder un cercle d'échecs à cette période.
En 1905, un fort joueur lyonnais, M. Ardouin, crée le « Cercle Lyonnais des Échecs ». C'est la continuité de ce Cercle que revendique l'association Lyon Olympique Échecs, ainsi que la continuité d'association, club ou cercle qui se sont succédé depuis. Le Cercle s'est ensuite appelé « Cercle Lyonnais des Échecs - Taverne Rameau » et « Société Anonyme des Amateurs de Billard et d'Échecs - Taverne Rameau », prenant le nom du lieu qui accueillait les joueurs.
Le Cercle est contraint de changer de lieu, et prend le nom de Cercle des Échecs Rameau. Il obtient sa  première validation en préfecture le 7 mai 1934.
À partir de 1972, le club prend le nom de l'« Échiquier Lyonnais ».

### La période Lyon-Oyonnax-Échecs
Tout en conservant son nom, le club deviendra, le 27 octobre 1989, une section sportive de l'association Lyon-Oyonnax-Échecs (L.O.E.), lui-même étant est une création de l'Échiquier Lyonnais et du club Dortan-Oyonnax-Échecs. Le joueur Bachar Kouatly devient délégué général de la nouvelle structure.
Le club, soutenu financièrement par la mairie de Lyon, devient le premier club entièrement professionnel. Disposant d'un important budget, L.O.E. s'engage dans le professionnalisme à 100 %, recrutant de forts grands maîtres français et internationaux. C'est ainsi que des joueurs comme Bachar Kouatly, Boris Spassky, Ulf Andersson, Jan Ehlvest, Valery Salov, Ievgueni Bareïev, Iossif Dorfman, Mehrshad Sharif, Joël Lautier, Vladimir Kramnik, ou encore Viswanathan Anand, vont au cours de ces années défendre les couleurs du club lyonnais, remportant six fois le championnat de France (1990 à 1995), et également trois coupes de France (1991, 1994, 1995) ainsi que la prestigieuse Coupe d'Europe des clubs en 1993 et 1994.
Critiqué pour ses « mercenaires », il montre toutefois la voie à d'autres clubs, qui suivront son modèle quelques années plus tard.
Le 1er juillet 1994, une scission s'opère avec le club Dortan-Oyonnax-Échecs. Elle est accompagnée d'une fusion-absorption de Lyon-Oyonnax-Échecs et de l’Échiquier Lyonnais section de Lyon-Oyonnax-Échecs. Le club, à la suite de cette fusion-absorption, perd son ancien numéro en préfecture qui était le n°10 774. (Dissolution N°5 971 du 15 mars 1995).
En juin 1995, les élections municipales portent Raymond Barre à la mairie de Lyon. Cette élection a un impact direct sur le L.O.E. : les subventions municipales, et par ricochet le sponsoring, sont fortement réduits, ce qui implique la suppression de l'équipe professionnelle. La direction de L.O.E. organise une campagne médiatique ainsi qu'une pétition des parents pour tenter de faire pression sur la mairie, car plus de 2 300 élèves pratiquent le jeu d'échecs dans les écoles élémentaires de la ville, mais rien n'y fait : les joueurs professionnels quittent le club et l'épopée du L.O.E. s'achève brutalement.

### Depuis la fin de Lyon-Oyonnax-Échecs, le Lyon Olympique Échecs
Les dirigeants du Lyon Olympique Échecs considèrent le nom « Échiquier Lyonnais » comme un patrimoine du club, et ils le protègent en le déclarant auprès de l'INPI, le 27 septembre 1996. Enfin, le 19 septembre 1997 le club change de dénomination : de « Lyon-Oyonnax-Échecs », il passe à « Lyon Olympique Échecs », son nom actuel.
Le départ des forts joueurs de l'équipe lyonnaise ne permet plus à l'équipe de se maintenir au top. Le club de Clichy, régulièrement dauphin, remporte l'année suivante le championnat alors que les Lyonnais s'enfoncent dans les profondeurs du classement.

## Championnat de France des clubs (Top 12)

### Équipe première
Depuis plusieurs années, l'équipe première du club oscille entre le Top 12 et la Nationale 1.

#### Composition
L'équipe comprend notamment le vétéran Francis Meinsohn, seul joueur ayant joué au Lyon-Oyonnax-Échecs et encore au club, et le M.I. Clovis Vernay.

#### Palmarès

##### Lyon-Oyonnax-Échecs
En tant que L.O.E., le club remporte remportant six fois d'affilée le championnat de France : 1990 à 1995. 

Il remporte aussi trois coupes de France, en 1991, 1994 et 1995. 

Au niveau international, il remporte 2 Coupes d'Europe des clubs, en 1993 et 1994.

## Personnalités

### Actuellement au club
- Francis Meinsohn, joueur vétéran du club, déjà présent dans l'équipe du Lyon-Oyonnax-Échecs

### Anciens membres
- Viswanathan Anand, GMI, devenu par la suite no 1 mondial au classement FIDE
- Ievgueni Bareïev
- Iossif Dorfman
- Bachar Kouatly
- Vladimir Kramnik, GMI, devenu par la suite no 1 mondial.
- Joël Lautier, GMI
- Valery Salov